# Leichtathletik-Europameisterschaften 1986/400 m Hürden der Männer

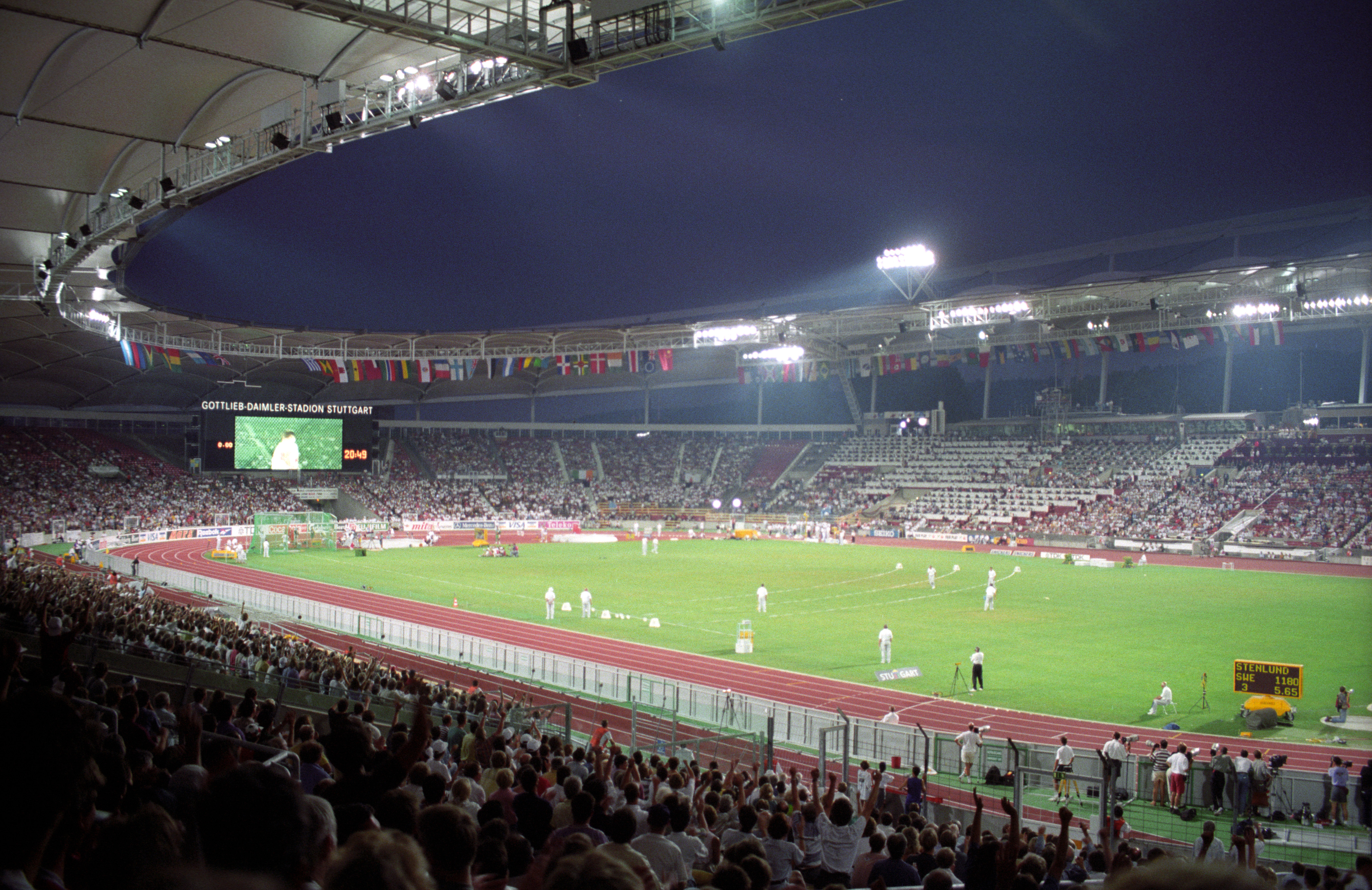
Das Stuttgarter Neckarstadion (heute MHPArena) bei den Leichtathletik-Weltmeisterschaften 1993

Der 400-Meter-Hürdenlauf der Männer bei den Leichtathletik-Europameisterschaften 1986 wurde vom 26. bis 28. August 1986 im Stuttgarter Neckarstadion ausgetragen.
Seinen dritten EM-Titel in Folge errang der bundesdeutsche Vizeweltmeister von 1983 und Olympiadritte von 1984 Harald Schmid. Rang zwei belegte der sowjetische Läufer Alexander Wassiljew. Der Schwede Sven Nylander gewann Bronze.

## Bestehende Rekorde
| Weltrekord           | 47,02 s | Edwin Moses   | Koblenz, BR Deutschland | 31. August 1983   |
| Europarekord         | 47,48 s | Harald Schmid | EM Athen, Griechenland  | 8. September 1982 |
| Meisterschaftsrekord | 47,48 s | Harald Schmid | EM Athen, Griechenland  | 8. September 1982 |

Der bestehende EM-Rekord wurde bei diesen Europameisterschaften nicht erreicht. Die schnellste Zeit erzielte der spätere Vizeeuropameister Alexander Wassiljew aus der Sowjetunion im zweiten Halbfinale mit 48,80 s, womit er 1,32 s über dem Rekord, gleichzeitig Europarekord blieb. Zum Weltrekord fehlten ihm 1,78 s.

## Legende
Kurze Übersicht zur Bedeutung der Symbolik – so üblicherweise auch in sonstigen Veröffentlichungen verwendet:
| DSQ | disqualifiziert |

## Vorrunde
26. August 1986
Die Vorrunde wurde in vier Läufen durchgeführt. Die ersten drei Athleten pro Lauf – hellblau unterlegt – sowie die darüber hinaus vier zeitschnellsten Läufer – hellgrün unterlegt – qualifizierten sich für das Halbfinale.

### Vorlauf 1
| Platz | Name            | Nation         | Zeit (s) |
| ----- | --------------- | -------------- | -------- |
| 1     | Sven Nylander   | Schweden       | 49,60    |
| 2     | Toma Tomow      | Bulgarien      | 50,02    |
| 3     | José Alonso     | Spanien        | 50,03    |
| 4     | Matthias Kaulin | BR Deutschland | 50,09    |
| 5     | Giorgio Rucli   | Italien        | 50,89    |
| 6     | Alain Cuypers   | Belgien        | 51,21    |

### Vorlauf 2
| Platz | Name                | Nation         | Zeit (s) |
| ----- | ------------------- | -------------- | -------- |
| 1     | Alexander Wassiljew | Sowjetunion    | 49,61    |
| 2     | Peter Scholz        | BR Deutschland | 49,74    |
| 3     | Rik Tommelein       | Belgien        | 49,92    |
| 4     | Thomas Futterknecht | Österreich     | 50,17    |
| 5     | Luca Cosi           | Italien        | 50,69    |
| 6     | Yeoryiós Vamvakas   | Griechenland   | 50,91    |

### Vorlauf 3
| Platz | Name             | Nation         | Zeit (s) |
| ----- | ---------------- | -------------- | -------- |
| 1     | Harald Schmid    | BR Deutschland | 50,15    |
| 2     | Philippe Gonigam | Frankreich     | 50,45    |
| 3     | Max Robertson    | Großbritannien | 50,64    |
| 4     | Ryszard Szparak  | Polen          | 50,70    |
| 5     | Oleg Azarow      | Sowjetunion    | 50,76    |
| 6     | Ulf Sedlacek     | Schweden       | 51,58    |
| 7     | Klaus Ehrle      | Österreich     | 51,82    |

### Vorlauf 4
| Platz | Name                   | Nation           | Zeit (s) |
| ----- | ---------------------- | ---------------- | -------- |
| 1     | Tagir Semskow          | Sowjetunion      | 49,85    |
| 2     | Athanásios Kaloyiánnis | Griechenland     | 49,96    |
| 3     | Jozef Kucej            | Tschechoslowakei | 50,00    |
| 4     | Phil Beattie           | Großbritannien   | 50,00    |
| 5     | Thomas Nyberg          | Schweden         | 52,16    |

## Halbfinale
27. August 1986, 21:05 Uhr
In den beiden Halbfinalläufen qualifizierten sich die jeweils ersten vier Athleten – hellblau unterlegt – für das Finale.

### Lauf 1

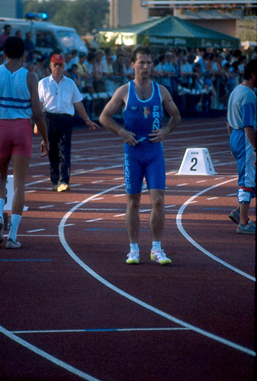
Als Sechster seines Halbfinals erreichte Philippe Gonigam nicht das Finale

| Platz | Name                   | Nation         | Zeit (s) |
| ----- | ---------------------- | -------------- | -------- |
| 1     | Harald Schmid          | BR Deutschland | 49,17    |
| 2     | José Alonso            | Spanien        | 49,45    |
| 3     | Tagir Semskow          | Sowjetunion    | 49,47    |
| 4     | Athanásios Kaloyiánnis | Griechenland   | 49,86    |
| 5     | Luca Cosi              | Italien        | 50,28    |
| 6     | Philippe Gonigam       | Frankreich     | 50,44    |
| 7     | Phil Beattie           | Großbritannien | 50,67    |
| DSQ   | Peter Scholz           | BR Deutschland |          |

### Lauf 2
| Platz | Name                | Nation           | Zeit (s) |
| ----- | ------------------- | ---------------- | -------- |
| 1     | Alexander Wassiljew | Sowjetunion      | 48,80    |
| 2     | Sven Nylander       | Schweden         | 48,83    |
| 3     | Toma Tomow          | Bulgarien        | 49,21    |
| 4     | Rik Tommelein       | Belgien          | 49,77    |
| 5     | Thomas Futterknecht | Österreich       | 49,82    |
| 6     | Matthias Kaulin     | BR Deutschland   | 50,00    |
| 7     | Max Robertson       | Großbritannien   | 50,06    |
| 8     | Jozef Kucej         | Tschechoslowakei | 50,42    |

## Finale

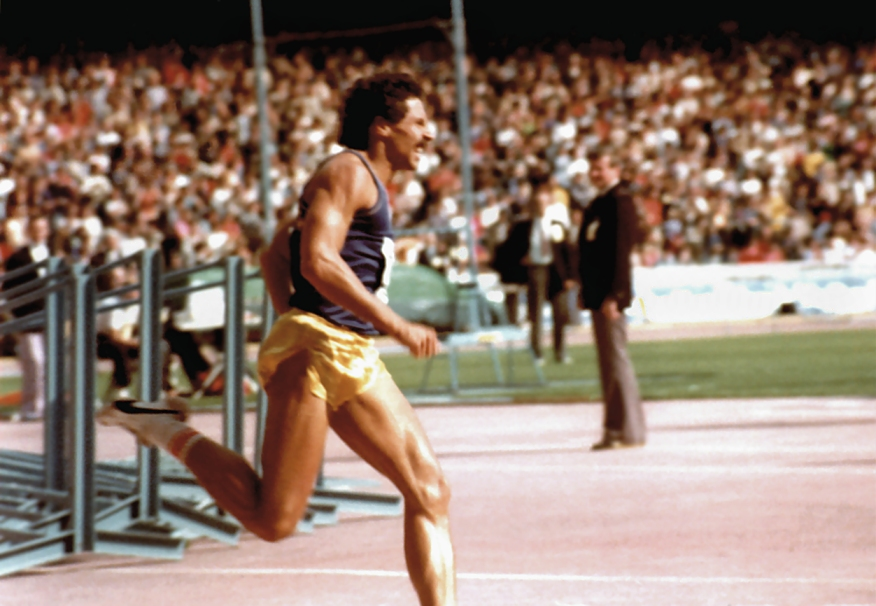
Zum dritten Mal in Folge Europameister: Harald Schmid, Vizeweltmeister 1983 und Olympiadritter 1984 – 1987 WM-Dritter
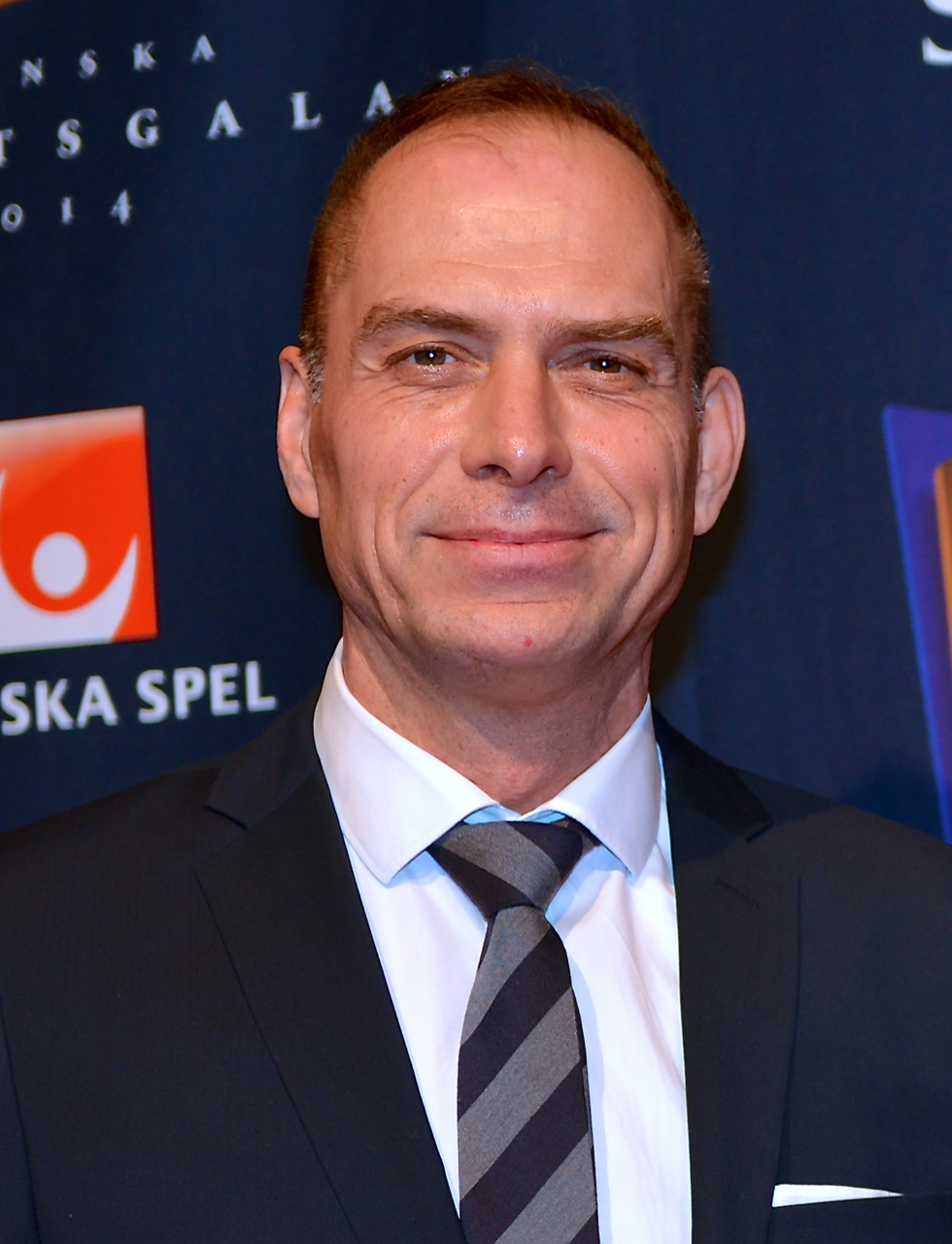
Der Olympiavierte von 1982 Sven Nylander (hier im Jahr 2014) errang mit Bronze seine erste große internationale Medaille – 1990 und 1994 gewann er EM-Silber

28. August 1986, 20:40 Uhr
| Platz | Name                   | Nation         | Zeit (s) |
| ----- | ---------------------- | -------------- | -------- |
| 1     | Harald Schmid          | BR Deutschland | 49,17    |
| 2     | Alexander Wassiljew    | Sowjetunion    | 49,45    |
| 3     | Sven Nylander          | Schweden       | 49,47    |
| 4     | Toma Tomow             | Bulgarien      | 49,86    |
| 5     | Tagir Semskow          | Sowjetunion    | 50,28    |
| 6     | José Alonso            | Spanien        | 50,44    |
| 7     | Rik Tommelein          | Belgien        | 50,67    |
| 8     | Athanásios Kaloyiánnis | Griechenland   | 51,83    |

## Videolinks
- Men's 400m Hurdles Final | European Athletics Championships Stuttgart 1986 | Athletics Central, www.youtube.com, abgerufen am 13. Dezember 2022
- 313 – 400 m Hurdles, www.youtube.com, abgerufen am 13. Dezember 2022